# Healthy, Wealthy and Dumb
Healthy, Wealthy and Dumb (br.: Os ricos riem à toa) é um filme curta metragem estadunidense de 1938, dirigido por Del Lord. É o 31º de um total de 190 filmes da série com os Três Patetas produzida pela Columbia Pictures entre 1934 e 1959.

## Enredo
Curly está com a mania de participar de concursos de prêmios patrocinados por programas de rádio e Moe e Larry discutem com ele enquanto apostam o café da manhã usando panquecas como fichas de pôquer. Larry vence mas Moe descobre que foi trapaceado e os dois brigam. Quando Moe vai comer as panquecas, passa cola (que Curly usava para fechar os envelopes aos programas) ao invés de melado e fica com os lábios presos. Depois Curly fica com a colher colada na boca. Quando finalmente conseguem se livrar da cola, eles ouvem que Curly ganhou 50 mil dólares num dos programas a qual escrevera. Imediatamente o trio se hospeda em um luxuoso quarto do Hotel Costa Plente, mobiliado com valiosas peças de decoração e uma sofisticada "cama Henrique VIII". Naturalmente destroem tudo e logo depois recebem uma carta do programa avisando que após as deduções dos impostos e outras taxas, receberiam na verdade a irrisória quantia de 4,85 dólares. Eles tentam fugir do hotel mas o gerente (James C. Morton) desconfia e coloca o detetive (Bud Jamison) para vigiá-los. Enquanto isso, três mulheres interesseiras de um quarto ao lado querem enganar os Patetas e se fingem de viúvas milionárias para conquistá-los. Como pretexto elas soltam um macaquinho de estimação no quarto dos Patetas e depois vão até lá à procura do animal. Os Patetas a pedem em casamento mas elas descobrem sobre o prêmio e a história termina com o trio nocauteado pelas mulheres com garrafas quebradas nas cabeças.